# Manuel Valls
Manuel Carlos Valls Galfetti (ur. 13 sierpnia 1962 w Barcelonie) – francuski samorządowiec i polityk pochodzenia hiszpańskiego, parlamentarzysta, w latach 2012–2014 minister spraw wewnętrznych, w latach 2014–2016 premier Francji, od 2024 minister stanu oraz minister do spraw terytoriów zamorskich.

## Życiorys

### Działalność do 2014
Jego ojciec pod koniec lat 40. wyemigrował z rządzonej przez Francisco Franco Hiszpanii i osiedlił się we Francji, gdzie ożenił się z włoskojęzyczną Szwajcarką z kantonu Ticino. Manuel Valls francuskie obywatelstwo przyjął w 1982 w ramach procedury naturalizacji.
W czasie studiów na Université Panthéon-Sorbonne wstąpił do lewicowej organizacji studenckiej Unef-ID, został też członkiem Partii Socjalistycznej. Awansował w strukturze partyjnej, stając się jednym ze stronników Michela Rocarda. W okresie pełnienia przez tego funkcji premiera (1988–1991) zajmował stanowisko doradcy ds. młodzieży. W rządzie Lionela Jospina (1997–2002) pracował jako doradca ds. komunikacji społecznej.
Pełnił szereg funkcji w administracji lokalnej i regionalnej. Był radnym rady regionu Île-de-France (1986–2002), a w latach 1998–2002 także jej pierwszym wiceprzewodniczącym. Od 1989 do 1998 zajmował stanowisko zastępcy mera Argenteuil, od 2001 do 2012 sprawował urząd mera miejscowości Évry. W wyborach parlamentarnych w 2002 i 2007 był wybierany do Zgromadzenia Narodowego XII i XIII kadencji w jednym z okręgów wyborczych departamentu Essonne. W 2007 miał odmówić prezydentowi Nicolasowi Sarkozy’emu wejścia do centroprawicowego rządu.
W 2011 zgłosił swoją kandydaturę (jako przedstawiciel tzw. prawego skrzydła partii) do przeprowadzonych przez jego ugrupowanie prawyborów kandydata socjalistów na wybory prezydenckie w 2012. W pierwszej turze głosowania otrzymał 150 tys. głosów (niespełna 6%), popierając następnie François Hollande’a przeciwko Martine Aubry. Brał udział w kampanii wyborczej François Hollande’a jako dyrektor ds. komunikacji.
16 maja 2012, po zwycięstwie François Hollande’a w wyborach prezydenckich i powołaniu przez niego nowego rządu, Manuel Valls został ministrem spraw wewnętrznych w gabinecie, którego premierem został Jean-Marc Ayrault. Utrzymał następnie mandat poselski w wyborach przeprowadzonych w kolejnym miesiącu. Po dokonanej 21 czerwca 2012 rekonstrukcji pozostał w drugim gabinecie tego samego premiera na dotychczasowym stanowisku.

### Premier
31 marca 2014, po przegranych przez socjalistów wyborach miejskich, premier Jean-Marc Ayrault podał się do dymisji. Prezydent François Hollande tego samego dnia desygnował Manuela Vallsa na stanowisko premiera. Skład rządu został ogłoszony 2 kwietnia 2014, objął wyłącznie ministrów należących do Partii Socjalistycznej oraz do Lewicowej Partii Radykalnej. 9 kwietnia 2012 nominowano dodatkowo sekretarzy stanu.
25 sierpnia 2014 Manuel Valls ogłosił dymisję rządu po tym, jak minister gospodarki i odnowy produkcji Arnaud Montebourg skrytykował politykę gospodarczą prowadzoną przez rząd. Prezydent Francji François Hollande tego samego dnia powierzył dotychczasowemu premierowi misję utworzenia nowego gabinetu. Skład rządu ogłoszono 26 sierpnia 2014. W rządzie podczas jego funkcjonowania kilkakrotnie dochodziło do zmian kadrowych, najpoważniejsza rekonstrukcja miała miejsce 11 lutego 2016.
5 grudnia 2016 Manuel Valls ogłosił, że zamierza się ubiegać o urząd prezydenta w wyborach prezydenckich, które zaplanowano na 23 kwietnia 2017. W związku z tym złożył dymisję z funkcji premiera, która została przyjęta. Prezydent François Hollande 6 grudnia 2016 na stanowisko nowego premiera desygnował dotychczasowego ministra spraw wewnętrznych Bernarda Cazeneuve’a.

### Działalność od 2016
W styczniu 2017 Manuel Valls wziął udział w zorganizowanych przez socjalistów prawyborach prezydenckich. W pierwszej turze głosowania zajął drugie miejsce z wynikiem około 31% głosów, przegrywając z Benoîtem Hamonem. W drugiej turze zorganizowanej 29 stycznia 2017 uzyskał ponad 41% głosów, również przegrywając ze swoim konkurentem.
W wyborach parlamentarnych w 2017 startował pod szyldem niezależnego kandydata lewicy (socjaliści cofnęli mu rekomendację za poparcie En Marche!), uzyskując mandat poselski na kolejną kadencję. Wkrótce po wyborach wystąpił z Partii Socjalistycznej, dołączając do frakcji poselskiej prezydenckiego ugrupowania.
We wrześniu 2018 zrezygnował z zasiadania w parlamencie, deklarując swój start w wyborach na burmistrza Barcelony w 2019. Wystartował wówczas z listy partii Obywatele, uzyskując mandat radnego miejskiego; złożył go w 2021.
W grudniu 2024 objął urzędy ministra stanu oraz ministra do spraw terytoriów zamorskich w rządzie François Bayrou.

## Odznaczenia
- Legia Honorowa II klasy (z urzędu, 2015)
- Order Narodowy Zasługi I klasy (z urzędu, 2015)[25]
- Komandor Orderu Alawitów (Maroko, 2011)[26]
- Komandor Orderu Zasługi (Wybrzeże Kości Słoniowej, 2013)[27]
- Krzyż Wielki Orderu Zasługi Cywilnej (Hiszpania, 2013)[28]
- Kawaler Krzyża Wielkiego Orderu Św. Michała i Św. Jerzego (Wielka Brytania, 2014)[29]
- Krzyż Wielki Orderu Izabeli Katolickiej (Hiszpania, 2015)[30]
- Komandor Orderu Narodowego (Mali, 2016)[31]
- Krzyż Wielki Orderu Zasługi (Senegal, 2016)[32]